# Tervakoski
Tervakoski är en tätort (finska: taajama) i Janakkala kommun i landskapet Egentliga Tavastland i Finland. Vid tätortsavgränsningen den 31 december 2021 hade Tervakoski 3 972 invånare och omfattade en landareal av 8,59 kvadratkilometer.